# 茚醇
茚醇（英语：Indenol）是带有羟基的茚，因此亦可以叫羟基茚。3-茚醇是1-茚满酮的烯醇形式，而2-茚醇是2-茚满酮的烯醇形式。1-茚醇异构化可生成1-茚满酮。茚诺洛尔是酚类茚醇的衍生物。